# Oppelscher Garten

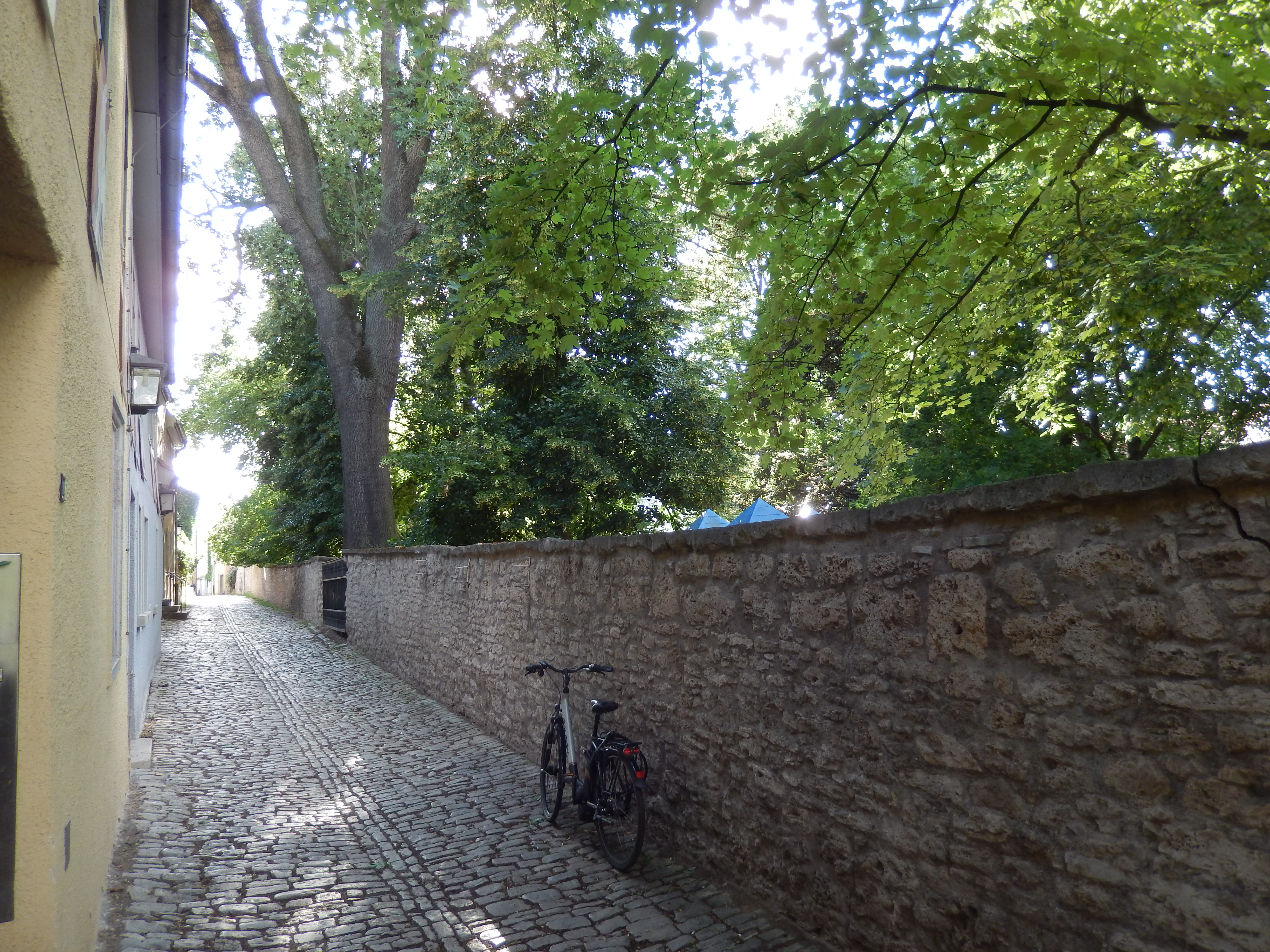
Oppelscher Garten, Mauer an der Seifengasse

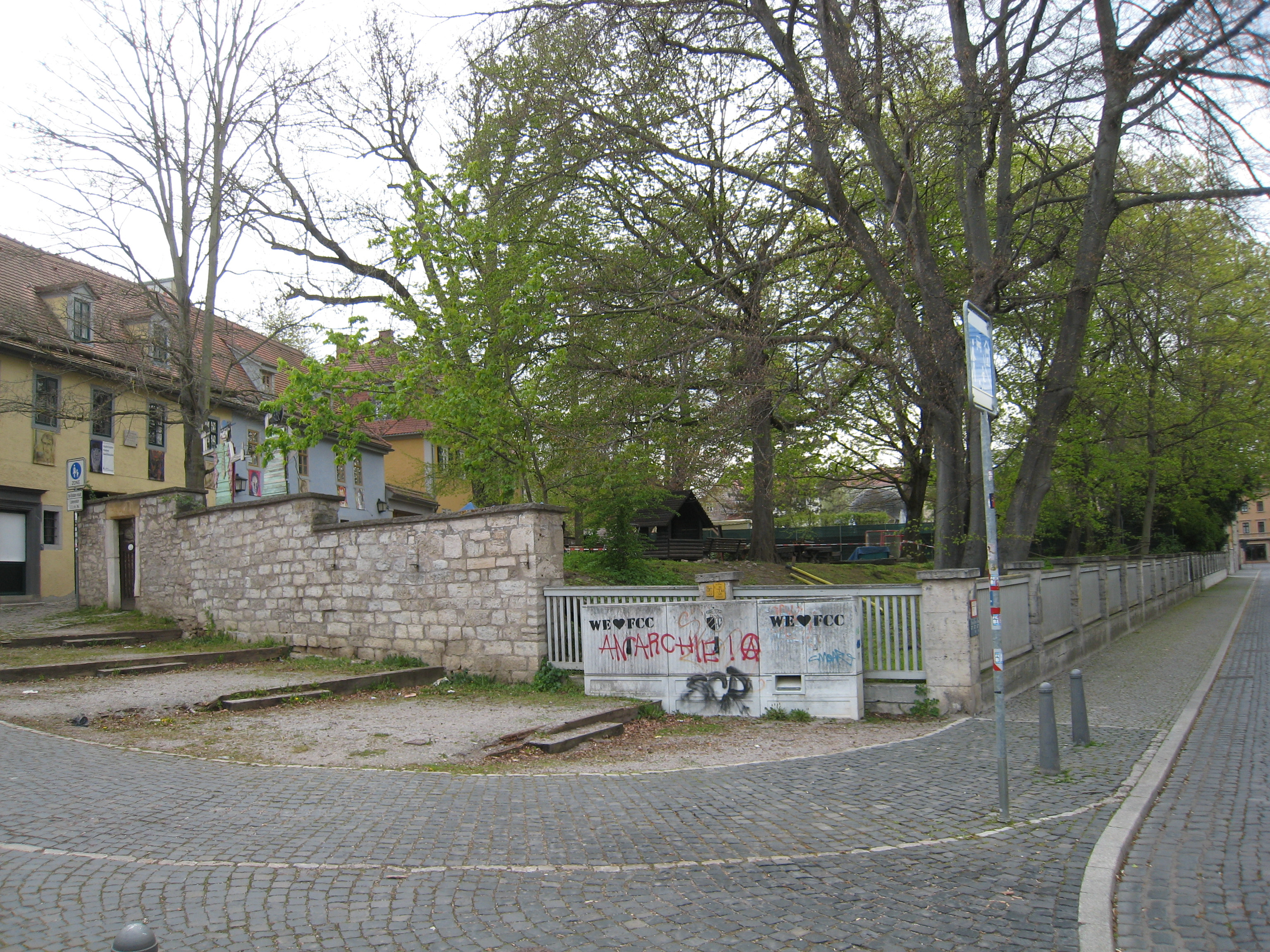
Kinderspielplatz (östlicher Teil)

Der Oppelsche Garten mit dem Oppelschen Pavillon in der Stadt Weimar ist ein Kulturdenkmal und zugleich Gartendenkmal im Sinne des Thüringer Denkmalschutzgesetzes (ThürDSchG).

## Lage und Geschichte

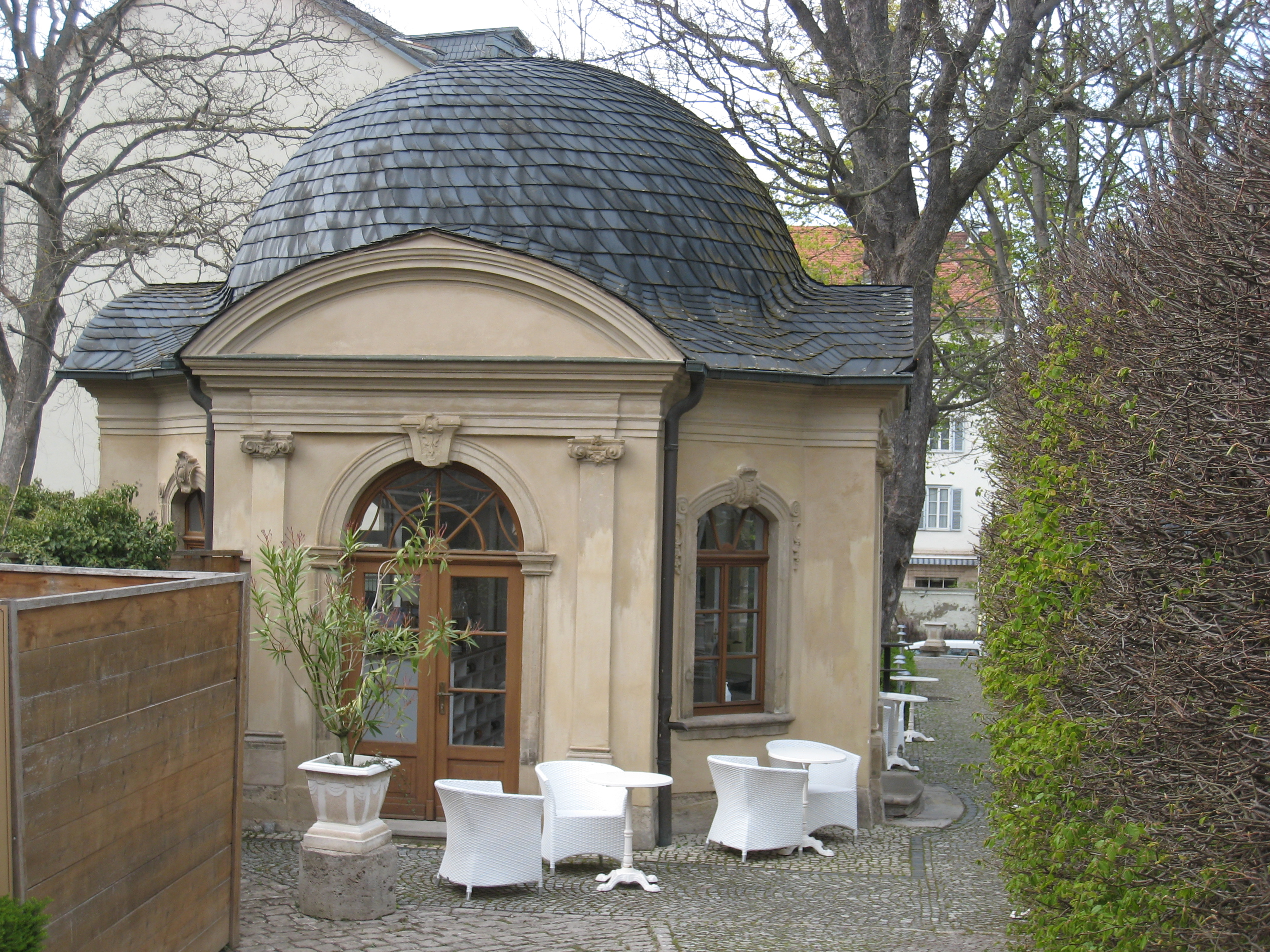
Der Barockpavillon von ca. 1730

Er befindet sich zwischen der Puschkinstraße und der Seifengasse, unweit von Goethes Wohnhaus am Frauenplan, und ist benannt nach dem Sachsen-Weimarischen Geheimrat und Direktor der Landschaftskasse Johann Siegmund von Oppel (1730–1798), dem einstigen Besitzer des Grundstücks und wahrscheinlichen Anleger des Gartens. Der Garten ist etwa 100 m lang in Ost-West-Richtung und verjüngt sich von etwa 50 m Breite am westlichen Ende auf nur noch etwa 15 m an seinem Ostende. Das Baujahr des Gartenpavillons am westlichen Ende, eines Barockbaus mit Kuppeldach und Elementen des Rokoko, der zu den künstlerisch bedeutsamsten Beispielen barocker Gartenarchitektur in Weimar zählt, ist nicht aktenkundig nachgewiesen, aber stilkundliche Vergleiche deuten auf die Mitte der 1730er Jahre. Johann Siegmund von Oppel war demnach nicht sein Bauherr. Der Pavillon hat als Grundriss ein griechisches Kreuz mit vier Rundbogenportalen und vier dazwischen hingesetzen Fenstern. Interessant sind das profilierte Traufgesims, die Gliederung der Pilaster und die Verzierungen an den Gewänden. Der preußische König Friedrich Wilhelm III. hielt sich mit seiner Gattin Luise in diesem Pavillon auf 1806, vor der Schlacht bei Jena und Auerstedt.
Letzter Nutzer des Pavillons und der Parkanlage war Anfang des 20. Jahrhunderts der Weimarer Hofjuwelier Theodor Müller. Gegen Ende der 1960er Jahre wurde die Anlage per Nutzungsvertrag dem Ministerium für Volksbildung zugewiesen, das den Garten als Freifläche für einen Kindergarten nutzte. Ende der 1970er Jahre wurde die Nutzung des Pavillons aufgegeben. Die barocke Grundstruktur der Gartenanlage war zu dieser Zeit nicht mehr erkennbar: der Pavillon war verfallen, und der Garten war mit Garagen, sanitären Anlagen und Unterstellmöglichkeiten für Geräte und Maschinen bebaut.
Erst Anfang 1989 begann man mit der Restaurierung. Die „Feierabendbrigade Goldschmidt“, eine von Nachbarn organisierte Bürgerinitiative, begann unter Leitung des Architekten Klaus-Peter Kiefer, den verfallenen Pavillon wiederzuerrichten. Zwei Jahre später erhielt er seine Kuppel zurück, in der ein Fresko entdeckt und restauriert wurde.

## Heutige Nutzung
Seit 2012 wogt ein Rechtsstreit um die Nutzung des Grundstücks und des Pavillons. Aus einem 2008 für den Westteil des Gartens genehmigten Café mit 40 Plätzen wurde 2011 unter neuen Pächtern ein Gartenrestaurant mit Biergarten für 120 Gäste mit Festzelt, Toilettencontainer und Pizzaofen im Wintergarten. Nachbarn und die Stadtverwaltung verlangen einen erheblichen Rückbau, denn das barocke Gartendenkmal müsse als solches erlebbar bleiben.
Der Ostteil des Gartens ist als Spielplatz des Kindergartens „Am Goethepark“ an dessen Betreiber verpachtet.